# Fortification alimentaire

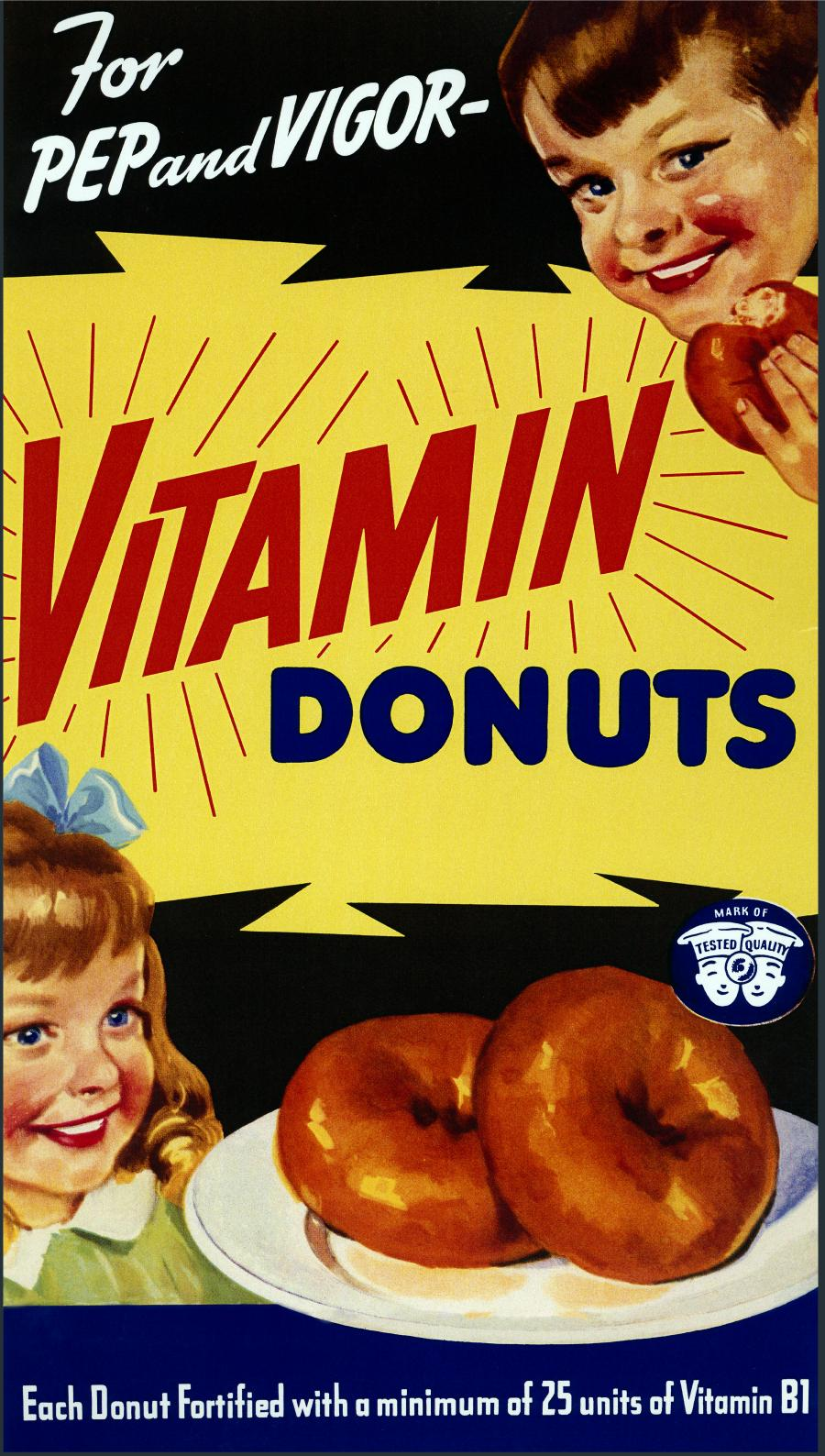
Une publicité pour des donuts dans lesquels ont été introduits des vitamines. Ici, la fortification alimentaire est utilisée comme argument de vente.

La fortification alimentaire ou enrichissement alimentaire, est l'introduction dans un aliment d'éléments censés améliorer son profil nutritionnel (en). Souvent utilisé pour lutter contre la malnutrition qu'il s'agisse de sous-alimentation ou de malnutrition par carence en nutriment (« faim cachée »), l'enrichissement peut également être utilisé par les industriels dans un but commercial (par exemple les nutraceutiques) en respectant les limites réglementaires fixées par le gouvernement. Les besoins nutritionnels de l'homme soit ne sont pas pourvus à cause d'un manque d'aliments en termes de quantité, soit d'un manque de qualité (nutriments), soit parce que les besoins de l'homme ont évolué au point de ne plus pouvoir être satisfait naturellement. De nombreux aliments pour animaux sont également fortifiés.

## Objectif

### Pallier un manque de quantité alimentaire
Dans les pays en développements, c'est le plus souvent un manque de quantité causé par la sous-nutrition. Les programmes de fortification sont alors adaptés à cela.

### Pallier un manque de qualité alimentaire
Dans les pays développés, c'est souvent un manque de qualité ou un choix de vie qui entraînent un manque de nutriment ou « faim cachée » ou « malnutrition par carence en nutriment ».

### Pallier des besoins de l'homme moderne non satisfait naturellement ou à risque important de carence

#### L'iode
L'homme moderne a des besoins en iode qui dépassent ses sources environnementales disponibles. De nombreux programmes à travers le mondes visent à lutter contre la carence en iode.
Les besoins en iode sont de 150 ug par jour pour les adultes.

#### La vitamine D
Les modes de vie modernes entraînent moins de temps passé à l'extérieur (travail, école, loisirs en intérieur...) conduisant à la carence en vitamine D.

#### Le fer, chez les femmes en âge de procréer
La vie reproductive de la femme moderne est différente de celle de ses ancêtres , l'augmentation des périodes de menstruation chez la femme dans la société moderne favoriserait les carences en fer. Dans l’histoire de l’humanité, le fait qu'une femme a des menstruations chaque mois est très récent,. Les femmes préhistoriques alternaient grossesse et allaitement presque de manière continue, donc sans avoir de menstruation, étant enceinte à nouveau avant d'avoir fini l'allaitement du précédent enfant. Les ancêtres de l'homme avaient uniquement une dizaine de menstruations dans leur vie. La réduction des naissances de manière artificielle entraînant des menstruations régulières peut être une cause d'anémie. Dans les sociétés traditionnelles, et dans l'histoire de l'humanité, les femmes faisaient beaucoup d'enfants. Le raccourcissement de la période l'allaitement entraine une augmentation de la fréquence des menstruations. Dans les sociétés traditionnelles, par exemple les inuits,les enfants étaient allaités 3 ans en moyenne, pour les femmes préhistoriques c'était 5 ans. Or allaiter entraine une aménorrhée de lactation, soit une absence de menstruation et des besoins en fer de 9 mg par jour, soit 2 fois moins qu'une femme avec menstruation.
Sachant que concernant le fer les apports nutritionnels conseillés, hors carence en fer, pour les femmes adultes (hors grossesse et allaitement) sont de 18 mg par jour, soit l'équivalent de 750g de steak par jour (2,4mg de fer dans 100g de steak). Selon une étude, les femmes adultes avec des menstruations devraient avoir 18,9 mg; et les femmes adolescentes avec menstruation devraient avoir 21,4 mg de fer par jour.
Une étude indique qu'obtenir 18mg de fer par jour peut rarement être atteint avec les aliments ordinaires disponibles. Sachant que sur les 18mg que contiennent la nourriture, seuls 10% seront absorbés. Il a été établi que 1,8mg de fer doit être assimilé pour satisfaire les besoins de 80 à 90 % des femmes.
Les femmes enceintes ont besoin de 27mg de fer par jour.
Chez la femme en age de procréer, les principales causes d'anémie ferriprive sont la menstruation et la perte de fer associée à la grossesse.

#### Le sodium
L'homme a besoin de 1500 mg de sodium par jour, soit environ 4g de sel par jour (100g de sel apportant 38 758 mg de sodium).
Mais le sel est rare, dès que l'on s'éloigne des océans. Les végétaux contiennent peu de sel, sauf les algues. La viande, par exemple le steak contient 52 mg de sodium pour 100 g. Les poissons par exemple saumon, ou cabillaud apportent entre 56 et 78mg de sodium pour 100g,.

### Augmenter les ventes commerciales
La fortification alimentaire peut être utilisée comme argument marketing pour augmenter les ventes.

## Statistiques
Les aliments fortifiés comptent beaucoup pour l'apport en nutriments et vitamines chez l'homme dans les sociétés modernes.

### Iode
En France, le sel de table est iodé. En Europe, en 2006, 57% de la population a un apport insuffisant en iode,. Au début du vingtième siècle, presque tous les écoliers de Suisse étaient atteints de goitre. Aux États-Unis d’Amérique, l’iodation du sel à grande échelle au Michigan a abaissé les taux de goitre, qui sont passés d’environ 40 % à moins de 10 %. En 1960 aux États-Unis, le pain était iodé.

### Fer
En 2000, les principales sources de fer chez les anglais sont : les produits céréaliers qui apportent 42% du fer, la viande apporte 23%; et les végétaux qui apportent 15%. La plupart du fer chez les omnivores en Australie vient d'aliments végétaux et non de viande: moins de 20% provient de viande et 40% vient de produits céréaliers,. Les céréales fortifiées en fer fournissent une contribution importante chez les végétariens mais également chez les omnivores. Le pain et les céréales de petit déjeuner sont la principale source de fer en Australie.
Au Venezuela, la farine de blé et la farine de maïs sont enrichies en fer depuis 1993.
L'anémie touche 46% des gens en Afrique, 57% des gens en Asie du Sud, 45% des gens en méditerranée orientale, 38% des gens dans le pacifique occidental. Dans le monde, 30% des femmes agées entre 15 et 49 ans sont anémiques.
Dans le monde, il y a environ 2 milliards de personnes qui ont une carence martiale : 1 milliard de cas d'anémie ferriprive plus 1 milliard de cas de carence en fer sans anémie.
Le sulfate ferreux est de loin le composé de fer hydrosoluble le plus utilisé pour la fortification alimentaire car il est le moins cher.
En 1994, l'alimentation de 92% des femmes anglaises entre 16 et 50 ans n'atteignait pas 14,8mg de fer.
En 1965, 7 à 8% de la baisse de la prévalence de l'anémie en Suède est imputée à la fortification alimentaire.

### Vitamine C
Chez les femmes de 2 à 18 ans, 48% de la vitamine C quotidienne provient de boissons.

### Vitamine D
La lait est enrichi en vitamine D depuis 1930 au Canada et aux États-Unis.

#### Autre
Le lait infantile et les laits de croissance sont fortifiés.

## Alimentation animale
La base alimentaire de nombreux animaux domestiques, ainsi que les animaux dans les parcs zoologiques sont des aliments fortifiés.